# Ханс фон Таутенбург (Шенк)
Ханс Шенк фон Таутенбург (на немски: Hans Schenk von Tautenburg; † сл. 6 август или 16 август 1551) е шенк на Таутенбург близо до Йена в Тюрингия.
Той е син на Георг Шенк фон Таутенбург-Фрауенприсниц († 1512) и Анна фон Шлайниц († сл. 1512), дъщеря на обермаршал Ханс фон Шлайниц и Магдалена фон Бюнау. Внук е на Ханс Шенк фон Таутенбург († 1501) и Анна фон Плауен-Грайц († 1501).
Сестра му Лудмила фон Таутенбург († сл. 1561) е омъжена на 11 март 1523 г. за бургграф Зигмунд I фон Кирхберг, господар на Фарнрода (1501 – 1567).
Майка му Анна фон Шлайниц има връзка с Николас Пфлуг († 1467). Полусестра му Катерина Пфлуг е омъжена за Ханс фон Дизкау (1454 – 1513).
Ханс Шенк фон Таутенбург умира сл. 6/16 август 1551 г. и е погребан във фамилната гробница в църквата във Фрауенприсниц.
На 3 август 1640 г. с правнук му Кристиан Шенк фон Таутенбург измира тюрингската линия на шенките фон Таутенбург и господството е взето от Курфюрство Саксония.

## Фамилия
Ханс Шенк фон Таутенбург се жени на 9 май 1535 г. за Доротея фон Мансфелд-Мителорт († 1560), дъщеря на граф Гебхард VII фон Мансфелд-Мителорт (1478 – 1558) и Маргарета фон Глайхен-Бланкенхайн († 1567). Те имат един син:
- Георг Шенк фон Таутенбург (* 1537; † 1 октомври 1579), женен пр. 1561 г. за Магдалена фон Глайхен-Рембда († 12 януари 1571), дъщеря на граф Йохан II фон Глайхен-Рембда († 1545) и Анна фон Глайхен-Тона († сл. 1554)

Вдовицата му Доротея фон Мансфелд-Мителорт се омъжва втори път през 1552 г. за граф Волфганг Зигмунд фон Глайхен-Бланкенхайн († 1554) и трети път през април 1559 г. за бургграф Зигмунд II фон Кирхберг († 1570), син на бургграф Зигмунд I фон Кирхберг, господар на Фарнрода (1501 – 1567) и сестра му Лудмила фон Таутенбург († сл. 1561).